# Gutenberg-Diskontinuität
Die Gutenberg-Diskontinuität (benannt nach Beno Gutenberg, einem der bedeutendsten deutschen Seismologen und Geophysiker) stellt die Unterkante der Lithosphäre und somit des festen äußeren Bereiches der Erde dar, der in verschiedene tektonische Platten zerbrochen ist. Unterhalb der Lithosphäre befindet sich die Asthenosphäre, die aus weicherem, fließfähigen Gesteinsmaterial besteht, da sie partiell aufgeschmolzen ist.
Die Gutenberg-Diskontinuität stellt somit die Grenze zwischen diesen beiden Schichten der Erde dar, die durch seismologische Untersuchungen nachgewiesen werden kann, da die seismischen Geschwindigkeiten in der Asthenosphäre deutlich abnehmen. Streng genommen ist die Bezeichnung Gutenberg-Diskontinuität (oft auch nur kurz als G-Diskontinuität bezeichnet) nur in ozeanischen Gebieten gebräuchlich, während unter den Kontinenten oftmals lediglich von der Lithosphären-Asthenosphären-Grenze gesprochen wird. Der Grund liegt darin, dass der Geschwindigkeitskontrast in ozeanischen Gebieten meist schärfer ist. Die Abnahme der seismischen Geschwindigkeit erfolgt hier also schneller als unter Kontinenten, wodurch das Signal der G-Diskontinuität im Seismogramm stärker ausgeprägt ist.
Physikalisch wird die Geschwindigkeitsabnahme durch Schmelzprozesse verursacht, so dass letztlich die im oberen Erdmantel vorherrschende Temperatur der bestimmte Faktor für die Tiefe der Diskontinuität ist. Liegen höhere Temperaturen vor, wie eben in ozeanischen Regionen, setzen die Schmelzprozesse bereits in geringeren Tiefen ein als etwa in kontinentalen Gebieten. Diese haben ein höheres Alter und sind daher schon weiter ausgekühlt. Unter Kontinenten beträgt die durchschnittliche Tiefe der Grenzschicht 110 km, unter sehr alten Gebieten, den sogenannten Kratonen, kann die Tiefe bis auf 150 km anwachsen. 
Ozeanische Gebiete hingegen sind wesentlich jünger und heißer. Die durchschnittliche Tiefe der Gutenberg-Diskontinuität liegt hier bei 60 bis 90 km. An den mittelozeanischen Rücken, wo ozeanische Lithosphäre aus aufsteigendem Magma neu entsteht, ist sie am flachsten. Je weiter sich die neu entstandene Platte von ihrem Ursprungsort entfernt, desto mehr kühlt sie ab und nimmt entsprechend an Mächtigkeit zu. Die Tiefe der G-Diskontinuität ermöglicht somit Rückschlüsse auf das relative Alter einer ozeanischen Lithosphärenplatte an einem bestimmten Ort.